# Ester Sá
Ester Sá (nascida no Pará) é uma multi-artista paraense, conhecida por realizar contação de histórias para crianças e também para adultos.

## Carreira
Ester Sá é formada pela Escola de Teatro e Dança, da Universidade Federal do Pará (UFPA). Ela trabalha como atriz, encenadora, contadora de histórias, dramaturga, produtora e cantora e seus trabalhos têm foco na cultura popular paraense. Ao longo da carreira, ela participou de vários grupos teatrais (como o Grupo In Bust Teatro com Bonecos; o grupo Desabusados Cia.; e o grupo Desabusados Cia.), com os quais se apresentou em diversos estados brasileiros.
Também trabalha com dublagens em filmes de animação e tem um projeto musical infantil em parceria com Renato Torres: Tambor de Dentro.  Trabalha como contadora de histórias desde o final da década de 1990, circula semanalmente por Belém com um repertório de 24 trabalhos.

## Obra
Alguns dos trabalhos realizados por Ester como atriz, criadora ou diretora são:
- 2008 - Iracema voa,[5]
- 2012 - Cartas para a Paz,[5]
- 2012 - Quem vai levar Mariazinha para passear?- o filme,[5]
- 2012 - La Fábula,[5]
- 2015 - Nina Brincadeira de Menina (contação de histórias),[12]
- 2016 - Troco Histórias,[2]
- 2019 - Chama teu Nome,[5]
- 2023 - Nina Brincadeira de Menina (livro).[13]

## Reconhecimento
- 2004 - Prêmio Funarte de Dramaturgia,[5]
- 2009 - Prêmio Funarte de Intercâmbio com a Cultura Popular,[5]
- 2014 - foi jurada do Edital Myriam Muniz,[5]
- 2021 - foi jurada do Edital SESC/Lei Aldir Blanc,[5]
- 2021 - foi jurada do edital Semear/Pará.[5]